# 日梅库尔
日梅库尔（法語：Gimécourt，法語發音：[ʒimekuʁ]）是法国默兹省的一个市镇，位于该省中南部，属于科梅尔西区。

## 地理
日梅库尔（48°50'57"N, 5°22'7"E）面积10.12 平方千米，位于法国大東部大區默兹省，该省份为法国西北部内陆省份，北与比利时接壤，西接马恩省和阿登省，南至上马恩省和孚日省，东临默尔特-摩泽尔省。
与日梅库尔接壤的市镇（或旧市镇、城区）包括：博德雷蒙、小克尔、勒翁库尔、艾尔河畔维洛特。

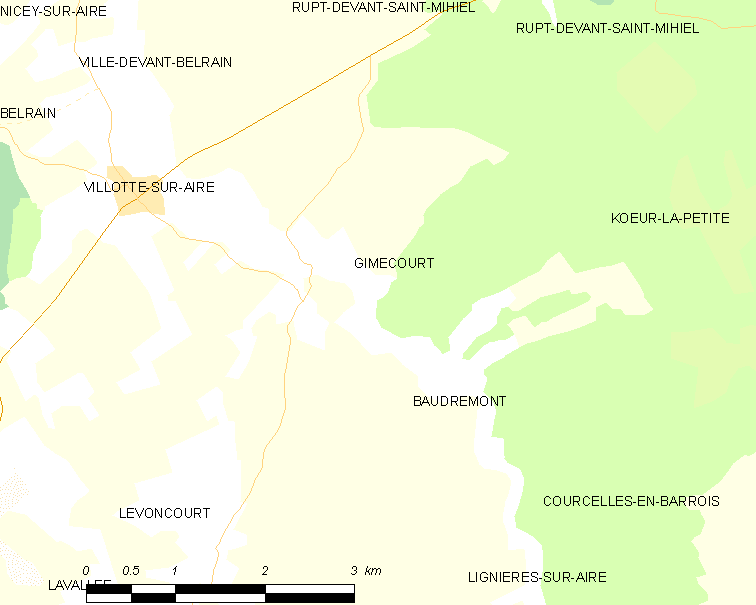
日梅库尔的OSM定位图

日梅库尔的时区为UTC+01:00、UTC+02:00（夏令时）。

## 行政
日梅库尔的邮政编码为55260，INSEE市镇编码为55210。

## 政治
日梅库尔所属的省级选区为默兹河畔迪约县。

## 人口

1962-2008年间日梅库尔人口变化图示

日梅库尔于2022年1月1日时的人口数量为38人。